# 東予港

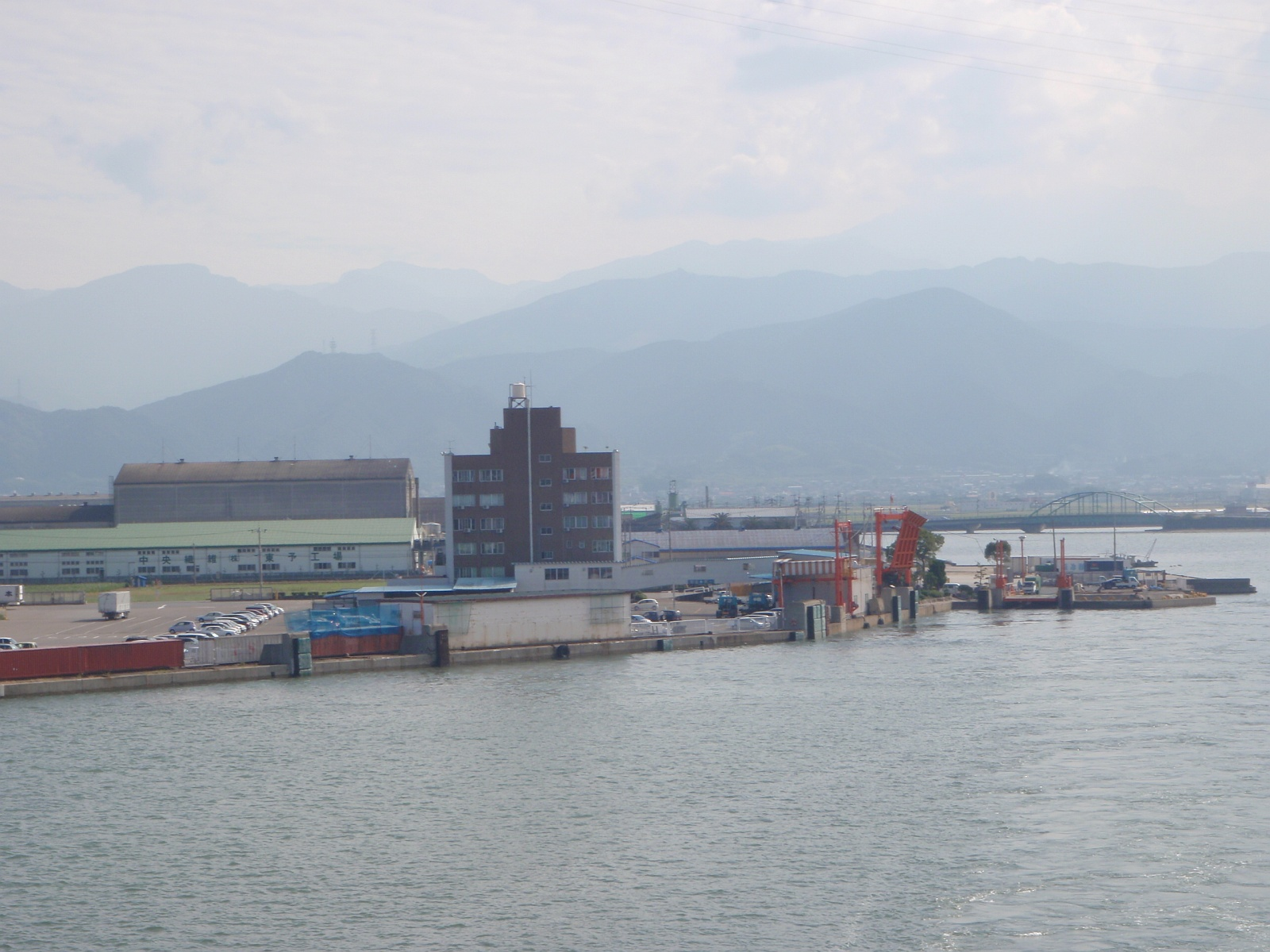
壬生川地区（四国開発フェリーが使用する岸壁）

東予港（とうよこう）は愛媛県の西条市・新居浜市にある港湾。港湾管理者は愛媛県。重要港湾に指定されている。
旅客航路での案内では壬生川地区（後述）を指しているが、港湾としての正確な範囲は他の地区を含めた広範囲にわたっている。

## 概要
1964年に西条港と壬生川港を統合して東予港となり、現在では東港地区・西条地区・中央地区・河原津地区・壬生川地区の5つの地区に分かれている。
背後地は、東予新産業都市地域の中央部に位置し、またテクノポリス地域に指定されるなど、四国の工業をリードしてきた地域であり、非鉄金属、機械工業、造船、鉄鋼などのメーカーが沿岸部に立地している。また、やや内陸にはエレクトロニクス関係も立地している。

## 主な地区の概要
西条地区
旧・西条港である。その起源は江戸時代初期の藩主による河口港構築にさかのぼる。付近一帯に広大な干潟があったことから、水路水深の維持は困難をきわめた。その後町勢の発展に伴い入港船舶、港湾取扱貨物量が増大したことから1934年4月、指定港湾になるとともに修築工事に着手した。また、1949年に県管理港湾になった。東の一角には今治造船の造船所があり、巨大クレーンが目に入る。
壬生川地区
旧・壬生川港である。江戸時代初期に新田開発と同時に築造され、海防の拠点及び年貢米移出港として利用された。本格的な港湾整備は、1933年の富士紡績の工場立地を機として開始され、臨海工場の立地とともに港勢は著しく発展を遂げた。フェリーの定期運航でも使用され、旅客施設やターミナルビルがある。また、佐川急便東予営業所がある。

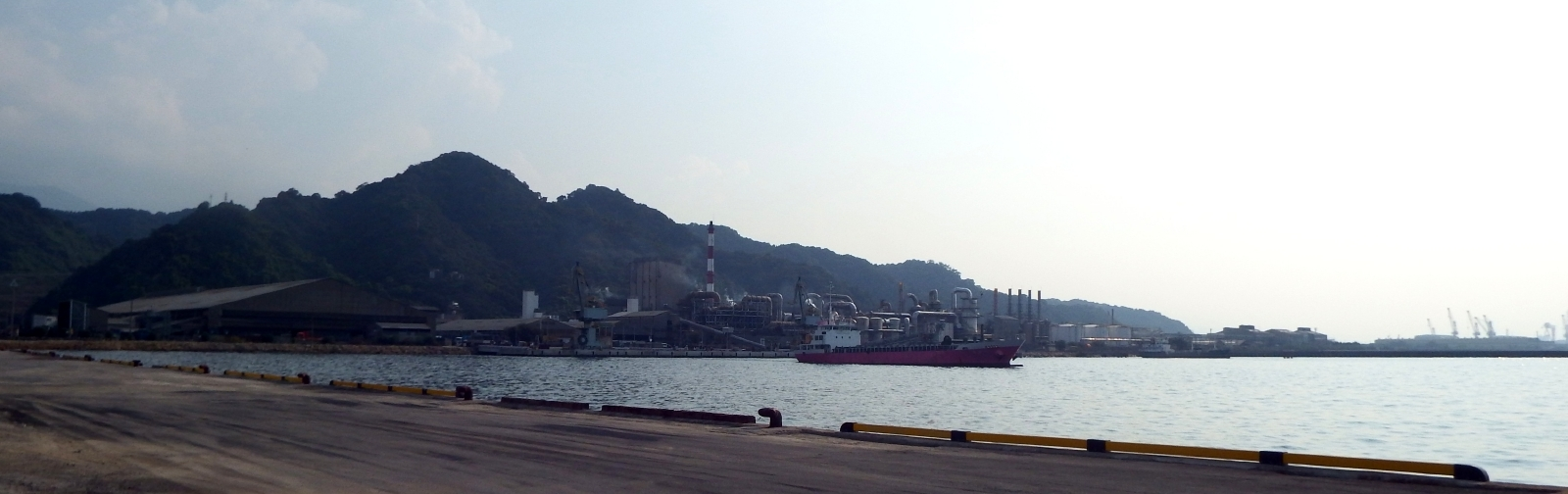
東港地区
地区の東部を新居浜港と接している地域である。もとは新居浜港の一部であったが1969年に区域変更され、新居浜港本港と同様住友鉱山を中心とした住友グループ企業とともに歩んできた。
なお、新居浜港にも「東港」があるが、旅客航路やマリーナもある新居浜港と比較して東予港は物流港湾としての性格がより強い。大半は企業の専用岸壁であり、主に石炭・鉱石類、金属類、砂利・砂等が扱われる。

## 沿革

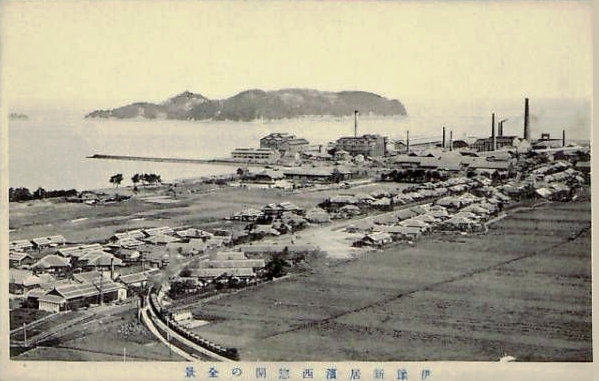
戦前の東予港東港地区。写真右の煙突は惣開精錬所、奥に見える島は御代島。

- 1930年（昭和5年）1月6日 - 新居浜港が、内務省訓令による指定港湾となる。
- 1934年（昭和9年）4月23日 - 西条港が、内務省訓令による指定港湾となる。
- 1938年（昭和13年）1月14日 - 壬生川港が、内務省訓令による指定港湾となる。
- 1948年（昭和23年）1月 - 新居浜港が、関税法に掌る開港に指定される。
- 1951年（昭和26年）11月1日 - 新居浜港が、出入国管理令による出入国港に指定される。
- 1953年（昭和28年）
  - 8月 - 新居浜港が、検疫法による検疫港に指定される。
  - 10月 - 壬生川港が、愛媛県が管轄する地方港湾となる。
  - 11月12日 - 港湾法第4条第4項の規定により新居浜港港湾区域が認可される。
  - 12月1日 - 新居浜港に、港湾法による新居浜港務局が設立される。
- 1954年（昭和29年）4月 - 西条港が、愛媛県が管轄する地方港湾となる。
- 1956年（昭和31年）6月8日 - 西条港および壬生川港が、公有水面埋立法による乙号港湾に指定される。
- 1958年（昭和33年）3月31日 - 西条港および壬生川港が、海岸法による海岸保全区域に指定される。
- 1960年（昭和35年）9月10日 - 新居浜港が、植物防疫法による港湾に指定される。
- 1964年（昭和39年）
  - 4月1日 - 西条港および壬生川港が、東予港として重要港湾に指定される。
  - 12月25日 - 統計法による甲種港湾に指定される。
- 1965年（昭和40年）
  - 1月19日 - 西条地区および壬生川地区が、港湾法による港湾隣接地域に指定される。
  - 3月3日 - 西条地区および壬生川地区が、都市計画法による臨港地区に指定される。
- 1969年（昭和44年）10月1日 - 新居浜港の港湾区域が変更され、一部が東予港（東港地区）となる。
- 1972（昭和47年）7月7日 - 壬生川地区に四国開発フェリーが大阪南港への航路を開設[2]。

## 旅客航路

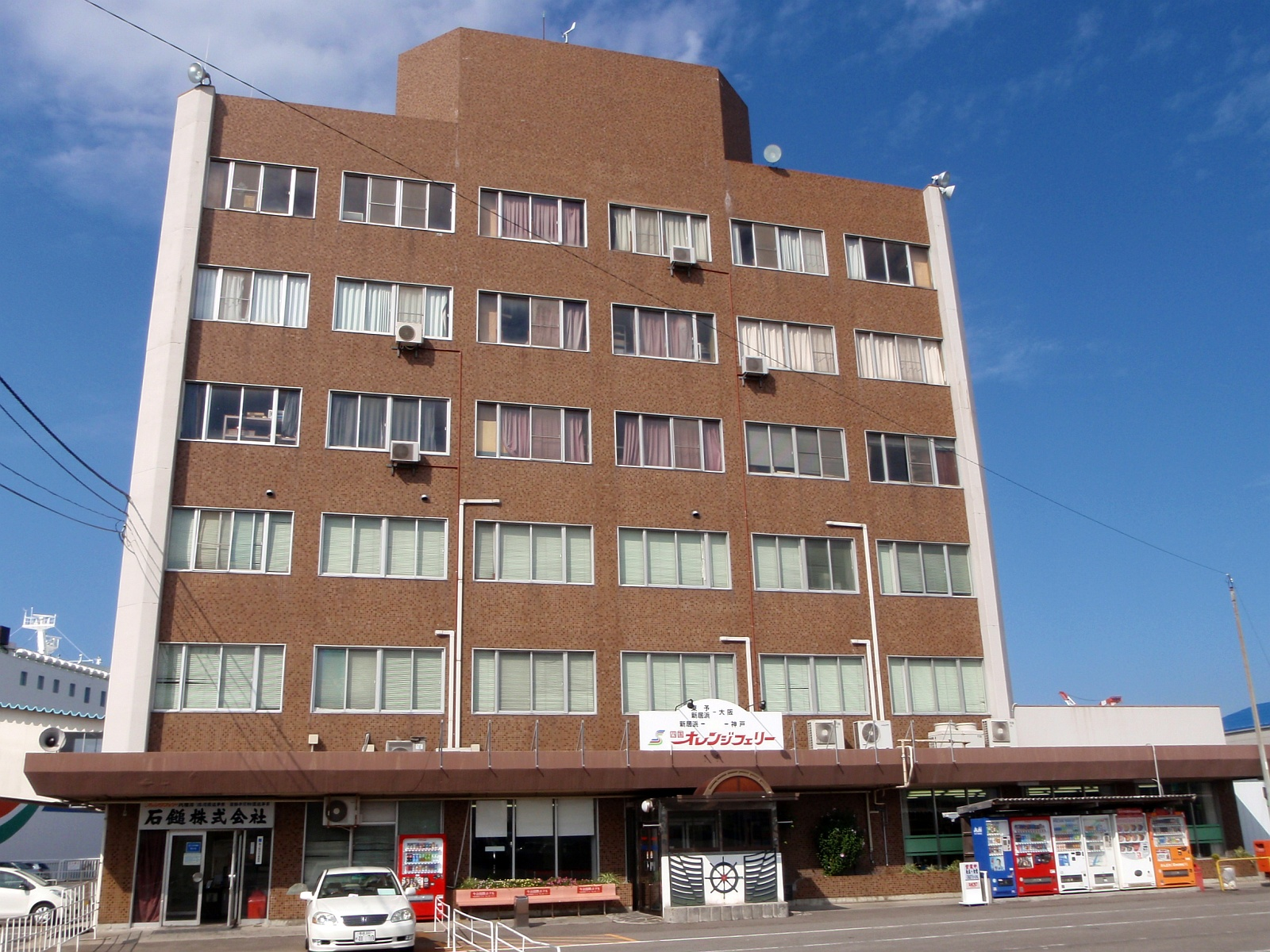
初代フェリーターミナルビル

壬生川地区は定期旅客航路に使用されており、上下船のための設備やターミナルビルが立地している。
- 四国開発フェリー（四国オレンジフェリー）
  - - 大阪南港
  - 2005年までは神戸・新居浜へも就航。2018年には新造船「おれんじ えひめ」型の就航に合わせターミナルと岸壁の改築を完了。

### 連絡交通機関
※詳細は、四国開発フェリー#港への交通を参照。
四国オレンジフェリー利用客向けに、松山市や新居浜市および今治市から連絡バスがある。このほか、本数は僅少だがせとうち周桑バスが運行する路線バスもある。